# William Cockerill
Pour les articles homonymes, voir Cockerill.
William Cockerill (1759-1832) fut un homme d'affaires britannique qui s'installa sur le territoire de l'actuelle Belgique, à l'époque encore un territoire français. 
En utilisant des inventions britanniques (alors non couvertes par des brevets en France), il fonda une des plus grandes compagnies européennes actives dans le textile, les machines à vapeur, les mines de fer, les armes, la construction métallique, les locomotives…

## Biographie
Il est né en 1759 dans le Lancashire, en Angleterre,. Il a commencé comme forgeron, puis comme ingénieur en mécanique mais il a rencontré peu de succès dans son pays natal. En 1794, il se rend à Saint-Pétersbourg, en Russie après avoir été recommandé pour son habileté à Catherine II. Après la mort de l'impératrice, Paul Ier de Russie, mécontent de ses services, l'envoie en prison. Il s'échappe en Suède, où il travaille à la construction d'écluses.
Ayant entendu parler de l'industrie lainière à Liège et Verviers, il y voit une occasion de réussir en apportant sa connaissance des méthodes de mécanisation dans cette industrie, méthodes qu'il avait été amené à connaître en Angleterre. Mais il se rend tout d'abord à Hambourg, et y rencontre un consul anglais, le sollicitant pour obtenir une pension  de retour dans son pays d'origine en contrepartie de la non-divulgation de conceptions de machines dont l'industrie anglaise a encore l'usage exclusif. N'obtenant pas de réponse, après 6 mois d'attente, il se rend tout d'abord à Amsterdam, puis à la province de Liège.
En 1797, il s'établit à Verviers en Belgique. En 1799, il commence la fabrication de machines pour le filage et le cardage de la laine à Verviers pour les fabricants de tissu Iwan Simonis et Jean-François de Biolley,. Il fait venir sa famille d'Angleterre et s'installe en Belgique. Il fait venir un autre mécanicien anglais en 1802, James Holden. Celui-ci est tout d'abord son assistant puis crée une autre entreprise.
En 1807, il déménage à Liège et y crée une usine de construction de machines, avec ses trois fils. En 1813, il importe une machine à vapeur de Watt.
À partir de 1807, l'Europe est privée de produits industriels britanniques en raison du blocus continental instauré par Napoléon Ier. Les machines Cockerill deviennent célèbres, et 50 % de ces machines sont exportées vers la France, où elles sont très demandées même si elles restent perfectibles. L'introduction de ces machines modifie profondément la logique de développement, nécessitant des capacités d'investissements élevées, renforçant l'importance des banques et défavorisant les entreprises familiales. Selon le manufacturier sedanais Guillaume Ternaux, la mécanisation par des machines Cockerill apporte une économie de 5,5 à 7 % des frais de main-d’œuvre, mais elle nécessite un capital initial pouvant représenter 4/5 du revenu annuel.
William Cockerill  devient un citoyen français. Il a fait fortune et, en 1813, il prend sa retraite, en passant l'entreprise à ses fils. Vers 1817, William Cockerill, et ses fils James et John, disposent des plus importantes usines d'Europe, à Seraing, à côté de Liège. Les innovations de Cockerill pour la mécanisation du textile font la prospérité de la ville de Verviers pendant plus d'un siècle. La ville est la première hors de Grande-Bretagne à entrer dans la révolution industrielle.
Il décède le 23 janvier 1832 dans le château de Berensberg (de) à Aix-la-Chapelle. Il repose au cimetière de Spa.
Son fils John Cockerill (1790-1840) est à l'origine d'un groupe sidérurgique européen, qui a fait partie du groupe ArcelorMittal et qui est redevenu indépendant et connu actuellement sous le nom d'entreprise John Cockerill.